# Asbjørn Halvorsen
Asbjørn Halvorsen (Sarpsborg, 3 december 1898 – Narvik, 16 januari 1955) was een Noors voetballer en trainer. Met zijn club Hamburger SV werd hij twee keer landskampioen en van 1935 tot 1940 was hij trainer van de Noors voetbalelftal.

## Biografie

### Spelerscarrière
Assi, zoals zijn bijnaam luidde, begon zijn spelerscarrière in 1909 bij Sarpsborg FK, een van de dominante clubs van de stad. Als tiener werd hij al ingezet bij het eerste elftal en toen hij achttien werd, was hij kapitein. In 1917 won Sarpsborg de Noorse voetbalbeker door met 4-1 te winnen van SK Brann Bergen.
In 1918 debuteerde hij bij het nationale elftal in een wedstrijd tegen Zweden, die met 0-2 verloren werd. In 1920 ging hij met zijn team naar de Olympische Spelen in Antwerpen. In de eerste ronde versloeg het elftal het Britse amateurelftal. In de kwartfinale verloren de Noren van Tsjecho-Slowakije.
Een jaar later verhuisde hij om beroepsredenen naar Hamburg. Daar wilde hij voor Altonaer FC 1893 gaan spelen, maar hij koos uiteindelijk voor HSV. Na een derde plaats in de competitie mocht de club als titelverdediger deelnemen aan de Noord-Duitse eindronde en won deze waardoor ze doorstootten naar de nationale eindronde. Daar versloeg HSV Titania Stettin en FC Wacker München en bereikte zo voor het eerst in de geschiedenis de finale om de titel tegen 1. FC Nürnberg. Na een marathonwedstrijd van 3 uur en 9 minuten werd de wedstrijd stilgelegd vanwege invallende duisternis. In deze tijd beslisten strafschoppen nog niet om de wedstrijd en er kwam een replay. Nadat een speler van Nürnberg was uitgesloten en er twee met een blessure uitvielen in de eerste verlenging werd er nog een speler van Nürnberg uitgesloten. Omdat ze nog maar met 7 spelers waren en het reglement zegt dat dit niet mag werd de wedstrijd gestaakt. Hamburg kreeg later de titel toegewezen, maar verzaakte hieraan.
Het volgende seizoen werd wel een voltreffer voor het team van Halvorsen. Eerst werden ze Noord-Duits kampioen en in de eindronde versloegen ze Guts Muts Dresden, VfB Königsberg en in de finale SC Union 06 Oberschöneweide. HSV was nu echt kampioen.
Datzelfde jaar nam hij ontslag als speler voor het nationale elftal. Reden hiervoor was dat hij buiten zijn voetbal bij Hamburg en zijn gewoon werk het te moeilijk had om ook nog eens op te draven voor nationale wedstrijden. De volgende jaren kon hij met Hamburg telkens de Duitse eindronde bereiken, maar won geen titel meer tot 1928 toen de club in de finale tegen Hertha BSC voor 42.000 met 5-2 opnieuw landskampioen werd. Tot 1933 won hij nog drie Noord-Duitse titels met Hamburg. Enkele maanden nadat de nazi's de macht hadden gegrepen keerde hij terug naar Noorwegen.
Hij speelden in totaal 28 wedstrijden in de Duitse eindronde en was een zeer populaire speler en een van de eerste buitenlandse sterren in het Duitse voetbal.

### Trainerscarrière
Hierna ging hij bij zijn oude club Sarpsborg FK aan de slag als trainer. In 1935 trad hij aan als trainer van het Noors voetbalelftal. Een jaar later keerde hij terug naar Duitsland met het nationale elftal voor de Olympische Spelen in Berlijn. Nadat eerst Turkije met 4-0 opzij was gezet, schakelde het team gastland Duitsland uit: 2-0. Na de 2-1 nederlaag tegen Italië in de halve finales won de ploeg alsnog de bronzen medaille door Polen in de troostfinale met 3-2 opzij te zetten. Alle Noorse doelpunten kwamen op naam van aanvaller Arne Brustad. Het was de beste prestatie ooit voor een Noors elftal op de Olympische Spelen.
In 1938 plaatste het team zich voor het WK in Frankrijk. Daar werd Noorwegen in de eerste ronde door Italië verslagen. Na 39 wedstrijden met het nationale elftal kwam er een einde aan zijn carrière nadat Duitsland Noorwegen de oorlog verklaarde in 1940.

### Gevangenschap en latere carrière
Tijdens de Tweede Wereldoorlog zat hij bij het Noorse verzet. Bij de bekerfinale ontzegde hij rijkscommissaris Josef Terboven en andere nazi's te toegang tot de ereloge, die gereserveerd was voor de koninklijke familie, hoewel die op dit moment in ballingschap was.
In augustus 1942 werd hij door de Gestapo opgenomen en gevangengezet in een concentratiekamp. Hij verbleef in verschillende kampen tot april 1945. Het Zweedse Rode Kruis bevrijdde de gevangenen. Over Halvorsen werd gezegd dat hij meer dood dan levend was, hij leed aan tyfus, reuma, longontsteking, koorts en ondervoeding. Hij werd in Zweden behandeld en overleefde het uiteindelijk. In juni 1945 keerde hij naar Noorwegen terug. Hierna werd hij secretaris bij de Noorse voetbalbond. Hij ijverde voor een nationale voetbalcompetitie. Deze was in deze tijd nog regionaal en niet toegankelijk voor alle clubs. Het zou tot 1963 duren voordat Noorwegen een nationale competitie kreeg.
In 1951 huwde hij met Sigrid, maar het huwelijk bleef kinderloos. In 1955 werd hij tijdens een zakenreis voor de Noorse voetbalbond dood aangetroffen in een hotel in Narvik. Hij stierf vermoedelijk aan de gevolgen van zijn gevangenschap in het concentratiekamp.